# Гармінге
Гармінге (нід. Garminge) — село в нідерландській провінції Дренте. Входить до муніципалітету Мідден-Дренте.
Його площа становить 0,25 км², а населення станом на 2021 рік складало 105 осіб.
Перша згадка про населений пункт датується 1362 роком.